# 克拉斯內 (洛佐瓦區)
49°24′11″N 36°8′24″E / 49.40306°N 36.14000°E
克拉斯內（烏克蘭語：Красне），或译克拉斯涅，是位於烏克蘭東部的村莊，由哈爾科夫州洛佐瓦區的比利亞伊夫卡市鎮負責管轄。該村始建於1918年，面積0.55平方公里，海拔高度185米，2001年人口301，人口密度每平方公里547.3人。